# .bf
.bf е интернет домейн от първо ниво за Буркина Фасо. Администрира се от Delegational Generale Informatique (DELGI). Представен е през 1993 г.
Регистрациите са почти изключително на второ ниво. Само някои правителствени страници са на трето ниво под .gov.bf. Не съществува институция, занимаваща се с регистрациите. Има интернет страница с формуляр за попълване, който трябва да се прати на съответен адрес за електронна поща.